# Ariarathes I của Cappadocia
Ariarathes I (tiếng Hy Lạp cổ: Ἀριαράθης, Ariaráthēs; cai trị 331 TCN hoặc 330 TCN- bị giết năm 322 trước công nguyên),là con trai của phó vương Cappadocia, Ariamnes I, người mà ông đã gửi hỗ trợ giúp vị chúa của ông,Artaxerxes III, trong việc tái chiếm Ai Cập, năm 350 trước Công nguyên. Sau đó, ông tận tụy hỗ trợ Darius III. Alexander Đại đế đã chinh phục Cappadocia trong hành trình của mình và đặt một thống đốc ở đó (mặc dù có hai cái tên khác nhau của vị thống đốc này được đưa ra). Tuy nhiên, vào thời gian Alexandros mất, Ariarathes bằng cách nào đó đã nắm được quyền lực và là vị vua đầu tiên của người Cappadocia, thậm chí mở rộng vương quốc bằng cách sáp nhập Cataonia. Sau cái chết của Alexander, năm 323 TCN, Perdiccas bổ nhiệm Eumenes làm thống đốc của Cappadocia, nhưng sau khi Ariarathes từ chối trình diện với Eumenes, Perdiccas tiến hành chiến tranh với ông ta. Ariarathes đã bị đánh bại, bắt làm tù binh, và bị đóng đinh, cùng với nhiều người quan hệ với ông,năm 322 trước Công nguyên. Eumenes sau đó được sở hữu Cappadocia. Ariarathes khoảng 82 tuổi tại thời điểm cái chết của ông: ông đã nhận con nuôi là Ariarathes II, con trai cả của em trai mình Holophernes.